# Feira

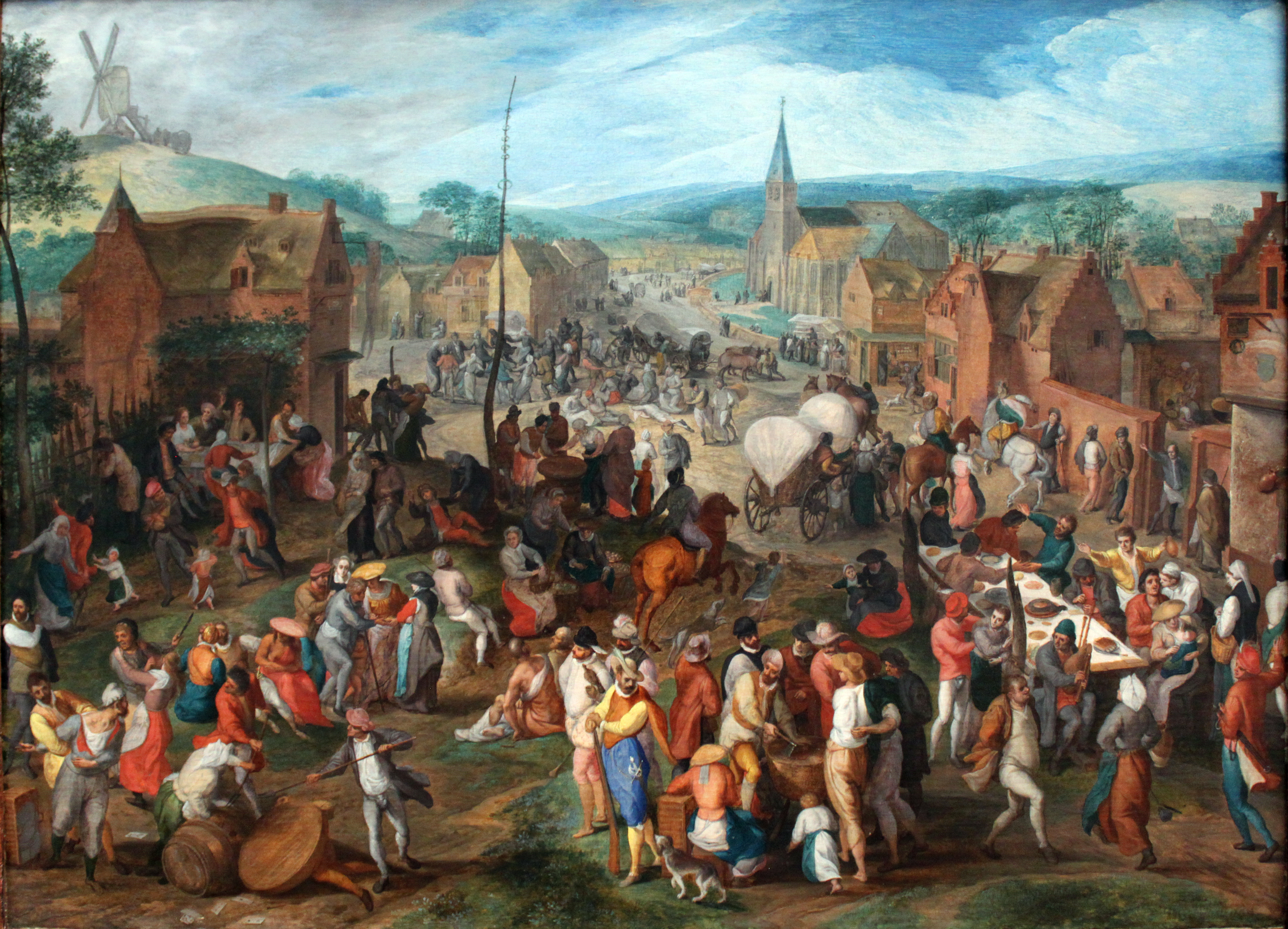
"Village Fair" (1590), pelo artista flamengo Gillis Mostaert

Uma feira é um evento em um espaço público em que as pessoas, em dias e épocas predeterminados, expõem e vendem mercadorias. Também é uma designação complementar dos cinco dias úteis da semana: segunda-feira, terça-feira, quarta-feira, quinta-feira e sexta-feira. Pode ser, ainda, uma exposição ou um parque de diversão.
Stagshaw na Inglaterra é documentada por receber feiras anuais a partir de 1293, consistindo-se em comércio de animais. Juntamente à feira principal realizada em 4 de julho, a localidade também abrigava feiras menores ao longo do ano, onde tipos específicos de animais eram vendidos, como um evento para cavalos, outro para cordeiros, e outro para ovelhas.
A Kumbh Mela, organizada a cada doze anos em Alaabade, é a maior feira da Índia, onde mais de 60 milhões de pessoas se congregaram em janeiro de 2001, tornando-a maior reunião pacífica do mundo.

## História

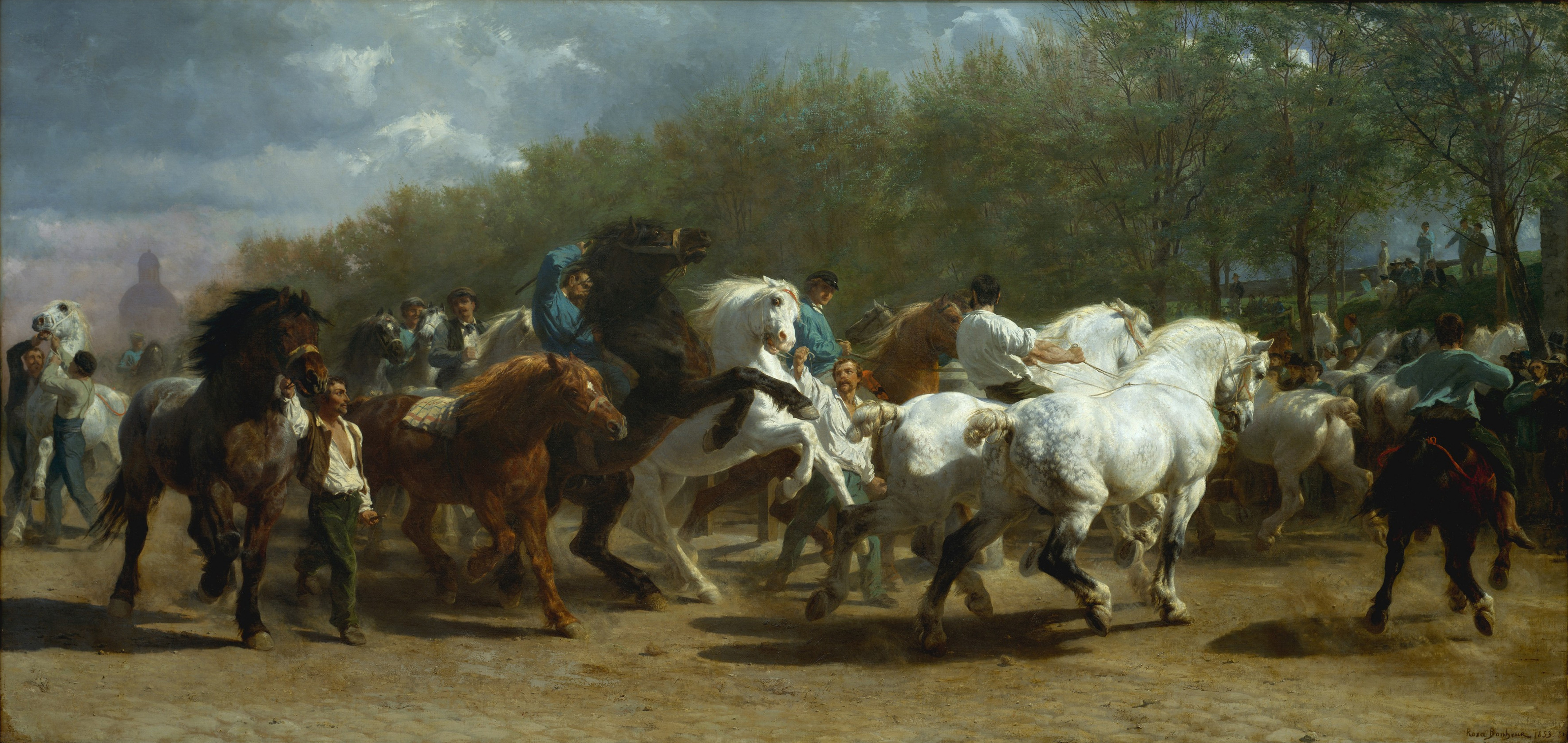
"The Horse Fair" (1853), pintura por Rosa Bonheur

Existem fontes que permitem afirmar que, em 500 a.C., já se realizava esta atividade no Médio Oriente, nomeadamente na cidade-estado Fenícia de Tiro. As referências a feiras na Antiguidade e na Idade Média aparecem correlatas a festividades religiosas e a dias santos. Nelas se reuniam mercadores de terras distantes, trazendo os seus produtos autóctones para troca por outros. A etimologia da palavra "feira" demonstra esta ligação da religião com o comércio. A palavra latina feria, que significa "dia santo ou feriado", é a palavra que deu origem à portuguesa "feira", à espanhola feria e à inglesa fair.
Na Idade Média, com a crise do feudalismo a partir de fins do século XI, a afirmação das feiras medievais indica o momento em que ressurge o comércio na Europa, associando-se à afirmação do poder régio, à génese dos burgos e da burguesia enquanto classe social. Desse modo, com a reabertura do Mar Mediterrâneo a partir das Cruzadas, os europeus puderam vivenciar um maior contacto com o Oriente, de onde chegavam mercadorias raras e exóticas (cravo, canela, pimenta, seda, perfumes, porcelana). Registrou-se, assim, o chamado renascimento comercial, de vez que esses produtos começaram a ser vendidos nas feiras que surgiam nas cidades. Foram chamadas de "burgos", em virtude de seus muros fortificados, e os habitantes de "burgueses", termo que posteriormente se aplicaria especificamente aos comerciantes enriquecidos com a sua prática.
Durante a realização das feiras medievais, interrompiam-se guerras; a paz era garantida para que os vendedores, dispostos lado a lado, pudessem trabalhar com segurança. Da mesma maneira, guardas vigiavam todo o perímetro do local do evento, de modo a evitar que algum desordeiro pudesse causar incómodos àqueles que por ali passavam e desejavam efectuar as suas compras. Os mercadores medievais realizavam as suas transações comerciais e intermediavam trocas numa actividade eminentemente itinerante. A ocasião era aproveitada por saltimbancos e outros artistas de rua, que procuravam atrair a atenção e a generosidade da população que afluía a esses eventos, quer para comerciar, quer para simplesmente se distrair. 
As feiras medievais instalavam-se em locais estratégicos, como povoações que se pretendiam desenvolver, ou o cruzamento de rotas comerciais. Algumas chegaram mesmo a ter abrangência internacional. O renascimento do comércio tornou necessário o uso da moeda, prática que havia desaparecido quase que totalmente nos séculos anteriores. Nas feiras, que atraíam pessoas de vários lugares, havia uma grande variedade de moedas em circulação, o que desenvolveu os bancos e o câmbio.

### Em Portugal
O crescimento económico e demográfico dos séculos XII e XIII, no território que viria a constituir Portugal, permitiu a criação de excedentes, que eram objecto de escoamento nos mercados e feiras. Com o crescimento populacional dos centros urbanos, o consumo aumentou, acentuando-se a dependência da vila face ao extenso termo. As feiras foram uma das mais importantes instituições do período medieval em Portugal. 
Como no restante da Europa, as feiras portuguesas constituíram-se num espaço de encontro de produtores, consumidores e distribuidores, realizando-se em datas e locais fixados, ao mesmo tempo em que procuravam superar as dificuldades de comunicação. A sua importância económica testemunhou a protecção dispensada às mesmas pelos sucessivos monarcas, que concediam privilégios, na vinda e na ida, aos mercadores que a elas concorressem. Quase todas as feiras se realizavam em épocas relacionadas com festas da igreja Católica e, no local onde se realizavam, existia uma paz especial, a chamada "paz da feira", que proibia todos os actos de hostilidade, sob severas penas em caso de transgressão.
No território português, a feira mais antiga que se conhece é a de Ponte de Lima, instituída em 1125, seguida, ainda no século XII, pelas feiras de Melgaço e de Constantim de Panóias (concelho de Vila Real). Posteriormente, nos inícios do século XIII, foram instituídas as feiras de Vila Nova de Famalicão e Castelo Mendo (concelho de Almeida). A feira desta última encontra-se estipulada em sua carta de foral, passada por Sancho II de Portugal em Vila do Touro, a 15 de março de 1229, com indicação de que será realizada por oito dias, três vezes por ano: na Páscoa, no dia de São João e no São Miguel. Todos os que a ela concorressem, tanto nacionais como estrangeiros, teriam segurança contra qualquer responsabilidade civil ou criminal que pesasse sobre eles.
A partir do reinado de Afonso III de Portugal multiplicou-se o número das feiras no reino e ampliaram-se as garantias e os privilégios jurídicos concedidos aos feirantes. As feiras deixariam de se confinar ao espaço a norte do rio Douro, ou próximo da fronteira do reino de Leão. Os principais centros urbanos do centro e sul ganhariam igualmente as suas feiras, sobretudo nos locais mais interiores, uma vez que o litoral se manteria alheado destes encontros por algum tempo. O fomento do comércio interno por meio da instituição de feiras, teve como consequência o aumento populacional de determinadas zonas até então pouco povoadas, para além de aumentar os rendimentos da Coroa.
Entre os privilégios que mais favoreceram o desenvolvimento das feiras portuguesas destaca-se aquele que isentava os feirantes do pagamento de direitos fiscais, nomeadamente portagens e que caracterizava as chamadas "feiras francas". Durante o reinado de D. Dinis activou-se o impulso dado anteriormente. As regiões de Entre Douro e Minho, a Beira e até o Alentejo presenciaram a multiplicação das feiras, nomeadamente do tipo "feira franca". A partir do reinado de D. Fernando, a situação começou a alterar-se, na medida em que as sucessivas guerras com o Reino de Castela prejudicaram grandemente o comércio ambulante. De seguida, a revolução de 1383-1385, teve como consequência um reforço da protecção real aos comerciantes das cidades e vilas em detrimento dos mercadores ambulantes. Apesar de, em 1528, ter sido instituída uma "feira franca" em Vila Viçosa e, em 1576, na cidade do Porto, parece poder considerar-se o fim do século XV como o período de enfraquecimento da importância das feiras em Portugal. As cidades e as vilas, desenvolvendo-se e prosperando, serviam mais adequadamente os interesses e as necessidades económicas da comunidade do que as feiras. Esse declínio se acentuou no século XVI, quando Portugal despontou como potência marítima e ultramarina, e o grande comércio se concentrou definitivamente nas cidades portuárias do litoral. A partir do reinado de D. Manuel as feiras entraram numa fase de decadência. No século XVIII ainda se instituíram feiras. Em 1720, criou-se, no Porto, uma feira franca de fazendas e animais. 
Em 1776, durante o governo do Marquês de Pombal, realizou-se, em Oeiras, durante três dias, uma feira a que podemos chamar a primeira feira industrial portuguesa, com representação de todos os produtos da indústria nacional da época. Apesar de todas as vicissitudes, algumas feiras tradicionais persistem, como é o caso da feira de Espinho, às segundas-feiras; da feira dos Carvalhos, às quartas; ou da feira da Senhora da Hora aos sábados.